# 5e législature du Canada

La distribution initiale des sièges de la 5e législature

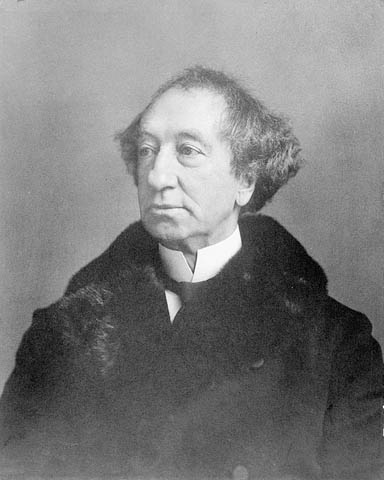
John A. Macdonald, premier ministre durant la 5e législature, le novembre 1883.

La 5e législature du Canada fut en session du 8 février 1883 au 15 janvier 1887. Sa configuration fut définie par les élections de 1882 le 20 juin 1882, et fut légèrement modifiée par des démissions et des élections partielles jusqu'à sa dissolution peu avant les élections de 1887. 
Cette législature fut contrôlée par la majorité parlementaire des Partis conservateur et libéral-conservateur dirigés par le premier ministre sortant John A. Macdonald. L'Opposition officielle fut représentée par le Parti libéral et son chef Edward Blake.
Le Président fut George Airey Kirkpatrick.
Voici les 4 sessions de la 5e législature canadienne :
| Session | Début           | Fin             |
| ------- | --------------- | --------------- |
| 1re     | 8 février 1883  | 27 mai 1883     |
| 2e      | 17 janvier 1884 | 19 avril 1884   |
| 3e      | 29 janvier 1885 | 20 juillet 1885 |
| 4e      | 25 février 1886 | 2 juin 1886     |

## Liste des députés

### Colombie-Britannique
| Circonscription | Circonscription | Nom                   | Parti                |
| --------------- | --------------- | --------------------- | -------------------- |
| Cariboo         |                 | James Reid            | Libéral-conservateur |
| New Westminster |                 | Joshua Homer          | Libéral-conservateur |
| Vancouver       |                 | David William Gordon  | Libéral-conservateur |
| Victoria*       |                 | Edgar Crow Baker      | Conservateur         |
| Victoria*       |                 | Noah Shakespeare      | Conservateur         |
| Yale            |                 | Francis Jones Barnard | Conservateur         |

### Île-du-Prince-Édouard
| Circonscription    | Circonscription | Nom                                                                       | Parti                |
| ------------------ | --------------- | ------------------------------------------------------------------------- | -------------------- |
| King (Comté de)*   |                 | Peter Adolphus McIntyre                                                   | Libéral              |
| King (Comté de)*   |                 | James Edwin Robertson (déclaré inapte à siéger)                           | Libéral              |
| King (Comté de)*   |                 | Augustine Colin Macdonald (élection partielle le 26 avril 1883)           | Libéral-conservateur |
| Prince (Comté de)* |                 | Edward Hackett                                                            | Libéral-conservateur |
| Prince (Comté de)* |                 | James Yeo                                                                 | Libéral              |
| Queen (Comté de)*  |                 | Louis Henry Davies                                                        | Libéral              |
| Queen (Comté de)*  |                 | John Theophilus Jenkins (élection déclarée nulle)                         | Libéral-conservateur |
| Queen (Comté de)*  |                 | Frederick de Sainte-Croix Brecken (élection partielle le 27 février 1883) | Conservateur         |
| Queen (Comté de)*  |                 | John Theophilus Jenkins (élection partielle le 19 août 1884)              | Libéral-conservateur |

### Manitoba
| Circonscription | Circonscription | Nom                    | Parti                |
| --------------- | --------------- | ---------------------- | -------------------- |
| Lisgar          |                 | Arthur Wellington Ross | Libéral-conservateur |
| Marquette       |                 | Robert Watson          | Libéral              |
| Provencher      |                 | Joseph Royal           | Conservateur         |
| Selkirk         |                 | Hugh McKay Sutherland  | Libéral              |
| Winnipeg        |                 | Thomas Scott           | Conservateur         |

### Nouveau-Brunswick
| Circonscription              | Circonscription | Nom                                                                                          | Parti                |
| ---------------------------- | --------------- | -------------------------------------------------------------------------------------------- | -------------------- |
| Albert                       |                 | John Wallace                                                                                 | Libéral              |
| Albert                       |                 | John Wallace (élection partielle le 10 juillet 1883)                                         | Libéral-conservateur |
| Carleton                     |                 | David Irvine                                                                                 | Libéral              |
| Charlotte                    |                 | Arthur Hill Gillmor                                                                          | Libéral              |
| Cité de Saint-Jean           |                 | Samuel Leonard Tilley (nommé Lieutenant-gouverneur du Nouveau-Brunswick le 12 novembre 1885) | Libéral-conservateur |
| Cité de Saint-Jean           |                 | Frederick Eustace Barker (élection partielle le 24 novembre 1885)                            | Conservateur         |
| Cité et Comté de Saint-Jean* |                 | Isaac Burpee (décédé le 1er mars 1885)                                                       | Libéral              |
| Cité et Comté de Saint-Jean* |                 | Charles Wesley Weldon                                                                        | Libéral              |
| Cité et Comté de Saint-Jean* |                 | Charles Arthur Everett (élection partielle le 20 octobre 1885)                               | Conservateur         |
| Gloucester                   |                 | Kennedy Francis Burns                                                                        | Conservateur         |
| Kent                         |                 | Gilbert Girouard                                                                             | Libéral-conservateur |
| Kent                         |                 | Pierre-Amand Landry (élection partielle le 22 septembre 1883)                                | Conservateur         |
| King's                       |                 | George Eulas Foster (élection annulée en 1882)                                               | Conservateur         |
| King's                       |                 | George Eulas Foster (élection partielle le 7 novembre 1882)                                  | Conservateur         |
| King's                       |                 | George Eulas Foster (élection partielle le 31 décembre 1885)                                 | Conservateur         |
| Northumberland               |                 | Peter Mitchell                                                                               | Indépendant          |
| Queen's                      |                 | George Gerald King                                                                           | Libéral              |
| Restigouche                  |                 | Robert Moffat                                                                                | Conservateur         |
| Sunbury                      |                 | Charles Burpee                                                                               | Libéral              |
| Victoria                     |                 | John Costigan                                                                                | Libéral-conservateur |
| Westmorland                  |                 | Josiah Wood                                                                                  | Conservateur         |
| York                         |                 | John Pickard                                                                                 | Libéral indépendant  |
| York                         |                 | Thomas Temple (élection partielle le 29 juin 1884)                                           | Conservateur         |

### Nouvelle-Écosse
| Circonscription | Circonscription | Nom                                                             | Parti                |
| --------------- | --------------- | --------------------------------------------------------------- | -------------------- |
| Annapolis       |                 | William Hallett Ray                                             | Libéral              |
| Antigonish      |                 | Angus McIsaac                                                   | Libéral              |
| Antigonish      |                 | John Thompson (élection partielle le 16 octobre 1885)           | Libéral-conservateur |
| Cap-Breton*     |                 | Murray Dodd                                                     | Conservateur         |
| Cap-Breton*     |                 | William McDonald (nommé au Sénat en 1884)                       | Conservateur         |
| Cap-Breton*     |                 | Hector Francis McDougall (élection partielle le 3 juillet 1884) | Libéral-conservateur |
| Colchester      |                 | Archibald Woodbury McLelan                                      | Conservateur         |
| Cumberland      |                 | Charles Tupper (au 1884)                                        | Conservateur         |
| Cumberland      |                 | Charles James Townshend (élection partielle le 26 juin 1884)    | Libéral-conservateur |
| Digby           |                 | William Berrian Vail                                            | Libéral              |
| Guysborough     |                 | John Angus Kirk                                                 | Libéral              |
| Halifax*        |                 | Malachy Bowes Daly                                              | Libéral-conservateur |
| Halifax*        |                 | Matthew Henry Richey (nommé Lieutenant-gouverneur en 1883)      | Libéral-conservateur |
| Halifax*        |                 | John Fitzwilliam Stairs (élection partielle le 24 juillet 1883) | Conservateur         |
| Hants           |                 | William Henry Allison                                           | Conservateur         |
| Inverness       |                 | Hugh Cameron                                                    | Libéral-conservateur |
| Kings           |                 | Douglas Benjamin Woodworth                                      | Libéral-conservateur |
| Lunenburg       |                 | Thomas Twining Keefler (élection annulée en 1883)               | Libéral              |
| Lunenburg       |                 | Charles Edwin Kaulbach (élection partielle le 10 octobre 1883)  | Conservateur         |
| Pictou*         |                 | John McDougald                                                  | Libéral-conservateur |
| Pictou*         |                 | Charles Hibbert Tupper                                          | Conservateur         |
| Queens          |                 | James Fraser Forbes                                             | Libéral              |
| Richmond        |                 | Henry Nicholas Paint                                            | Conservateur         |
| Shelburne       |                 | Thomas Robertson                                                | Libéral              |
| Victoria        |                 | Charles James Campbell                                          | Conservateur         |
| Yarmouth        |                 | Joseph Robbins Kinney                                           | Libéral              |

### Ontario
| Circonscription              | Circonscription | Nom                                                             | Parti                |
| ---------------------------- | --------------- | --------------------------------------------------------------- | -------------------- |
| Addington                    |                 | John William Bell                                               | Conservateur         |
| Algoma                       |                 | Simon James Dawson                                              | Conservateur         |
| Bothwell                     |                 | John Joseph Hawkins (jusqu'à 1884)                              | Libéral-conservateur |
| Bothwell                     |                 | David Mills (élection partielle en 1884)                        | Libéral              |
| Brant-Nord                   |                 | James Somerville                                                | Libéral              |
| Brant-Sud                    |                 | William Paterson                                                | Libéral              |
| Brockville                   |                 | John Fisher Wood                                                | Libéral-conservateur |
| Bruce-Est                    |                 | Rupert Mearse Wells                                             | Libéral              |
| Bruce-Nord                   |                 | Alexander McNeill                                               | Libéral-conservateur |
| Bruce-Ouest                  |                 | James Somerville                                                | Libéral              |
| Cardwell                     |                 | Thomas White (à 1885)                                           | Conservateur         |
| Cardwell                     |                 | Thomas White (élection partielle en 1885)                       | Conservateur         |
| Carleton                     |                 | John A. Macdonald                                               | Libéral-conservateur |
| Cornwall et Stormont         |                 | Darby Bergin                                                    | Libéral-conservateur |
| Dundas                       |                 | Charles Erastus Hickey                                          | Conservateur         |
| Durham-Est                   |                 | Arthur Trefusis Heneage Williams (décédé le 4 juillet 1885)     | Conservateur         |
| Durham-Est                   |                 | Henry Alfred Ward (élection partielle en 1885)                  | Conservateur         |
| Durham-Ouest                 |                 | Edward Blake                                                    | Libéral              |
| Elgin-Est                    |                 | John Henry Wilson                                               | Libéral              |
| Elgin-Ouest                  |                 | George Elliott Casey                                            | Libéral              |
| Essex-Nord                   |                 | James Colebrooke Patterson                                      | Conservateur         |
| Essex-Sud                    |                 | Lewis Wigle                                                     | Conservateur         |
| Frontenac                    |                 | George Airey Kirkpatrick                                        | Conservateur         |
| Glengarry                    |                 | Donald Macmaster                                                | Conservateur         |
| Grenville-Sud                |                 | William Thomas Benson (décédé le 8 juin 1885)                   | Conservateur         |
| Grenville-Sud                |                 | Walter Shanly (élection partielle en 1885)                      | Conservateur         |
| Grey-Est                     |                 | Thomas Simpson Sproule                                          | Conservateur         |
| Grey-Nord                    |                 | Benjamin Allen                                                  | Libéral              |
| Grey-Sud                     |                 | George Landerkin                                                | Libéral              |
| Haldimand                    |                 | David Thompson (décédé le 18 avril 1886)                        | Libéral              |
| Haldimand                    |                 | Charles Wesley Colter (élection partielle en 1886)              | Libéral              |
| Halton                       |                 | William McCraney                                                | Libéral              |
| Hamilton                     |                 | Francis Edwin Kilvert                                           | Conservateur         |
| Hamilton                     |                 | Thomas Robertson                                                | Libéral              |
| Hastings-Est                 |                 | John White                                                      | Conservateur         |
| Hastings-Nord                |                 | Mackenzie Bowell                                                | Conservateur         |
| Hastings-Ouest               |                 | Alexander Robertson                                             | Conservateur         |
| Huron-Est                    |                 | Thomas Farrow                                                   | Conservateur         |
| Huron-Ouest                  |                 | Malcolm Colin Cameron                                           | Libéral              |
| Huron-Sud                    |                 | John McMillan (démission en 1883)                               | Libéral              |
| Huron-Sud                    |                 | Richard John Cartwright (élection partielle en 1883)            | Libéral              |
| Kent                         |                 | Henry Smyth (élection annulé le 31 décembre 1883)               | Conservateur         |
| Kent                         |                 | Henry Smyth (élection partielle en 1884)                        | Conservateur         |
| Kingston                     |                 | Alexander Gunn                                                  | Libéral              |
| Lambton-Est                  |                 | John Henry Fairbank                                             | Libéral              |
| Lambton-Ouest                |                 | James Frederick Lister                                          | Libéral              |
| Lanark-Nord                  |                 | Joseph Jamieson                                                 | Conservateur         |
| Lanark-Sud                   |                 | John Graham Haggart                                             | Conservateur         |
| Leeds-Nord et Grenville-Nord |                 | Charles Frederick Ferguson                                      | Libéral-conservateur |
| Leeds-Sud                    |                 | George Taylor                                                   | Conservateur         |
| Lennox                       |                 | John A. Macdonald (élection annulée)                            | Libéral-conservateur |
| Lennox                       |                 | David Wright Allison (élection partielle 1883, élection annulé) | Libéral              |
| Lennox                       |                 | Matthew William Pruyn (élection partielle en 1885               | Conservateur         |
| Lincoln et Niagara           |                 | John Charles Rykert                                             | Conservateur         |
| London                       |                 | John Carling                                                    | Libéral-conservateur |
| Middlesex-Est                |                 | Duncan Macmillan                                                | Libéral-conservateur |
| Middlesex-Nord               |                 | Timothy Coughlin                                                | Libéral-conservateur |
| Middlesex-Sud                |                 | James Armstrong                                                 | Libéral              |
| Middlesex-Ouest              |                 | George William Ross (élection annulée en octobre 1883)          | Libéral              |
| Middlesex-Ouest              |                 | Donald Mackenzie Cameron (élection partielle en 1883)           | Libéral              |
| Monck                        |                 | Lachlan McCallum                                                | Libéral-conservateur |
| Muskoka et Parry Sound       |                 | William Edward O'Brien                                          | Conservateur         |
| Norfolk-Nord                 |                 | John M. Charlton                                                | Libéral              |
| Norfolk-Sud                  |                 | Joseph Jackson                                                  | Libéral              |
| Northumberland-Est           |                 | Edward Cochrane (en)                                            | Conservateur         |
| Northumberland-Ouest         |                 | George Guillet (inapte à siéger en 1885)                        | Conservateur         |
| Northumberland-Ouest         |                 | George Guillet (élection partielle en 1885)                     | Conservateur         |
| Ontario-Nord                 |                 | Alexander Peter Cockburn                                        | Libéral              |
| Ontario-Ouest                |                 | George Wheler (démissionne en 1884)                             | Libéral              |
| Ontario-Ouest                |                 | James David Edgar (élection partielle en 1884)                  | Libéral              |
| Ontario-Sud                  |                 | Francis Wayland Glen                                            | Libéral              |
| Ottawa*                      |                 | Charles Herbert Mackintosh                                      | Conservateur         |
| Ottawa*                      |                 | Joseph Tassé                                                    | Conservateur         |
| Oxford-Nord                  |                 | James Sutherland                                                | Libéral              |
| Oxford-Sud                   |                 | Archibald Harley                                                | Libéral              |
| Peel                         |                 | James Fleming                                                   | Libéral              |
| Perth-Nord                   |                 | Samuel Rollin Hesson                                            | Conservateur         |
| Perth-Sud                    |                 | James Trow                                                      | Libéral              |
| Peterborough-Est             |                 | John Burnham                                                    | Conservateur         |
| Peterborough-Ouest           |                 | George Hilliard                                                 | Libéral-conservateur |
| Prescott                     |                 | Simon Labrosse                                                  | Libéral              |
| Prince Edouard               |                 | John Milton Platt                                               | Libéral              |
| Renfrew-Nord                 |                 | Peter White                                                     | Conservateur         |
| Renfrew-Sud                  |                 | Robert Campbell                                                 | Libéral              |
| Russell                      |                 | Moss Kent Dickinson                                             | Conservateur         |
| Simcoe-Est                   |                 | Hermon Henry Cook                                               | Libéral              |
| Simcoe-Nord                  |                 | Dalton McCarthy                                                 | Conservateur         |
| Simcoe-Sud                   |                 | Richard Tyrwhitt                                                | Conservateur         |
| Toronto-Centre               |                 | Robert Hay                                                      | Libéral              |
| Toronto-Est                  |                 | John Small                                                      | Conservateur         |
| Toronto-Ouest                |                 | James Beaty                                                     | Conservateur         |
| Victoria-Nord                |                 | Hector Cameron                                                  | Conservateur         |
| Victoria-Sud                 |                 | Joseph Rutherford Dundas                                        | Conservateur         |
| Waterloo-Nord                |                 | Hugo Kranz                                                      | Conservateur         |
| Waterloo-Sud                 |                 | James Livingston                                                | Libéral              |
| Welland                      |                 | John Ferguson                                                   | Conservateur         |
| Wellington-Centre            |                 | George Turner Orton                                             | Libéral-conservateur |
| Wellington-Nord              |                 | James McMullen                                                  | Libéral              |
| Wellington-Sud               |                 | James Innes                                                     | Libéral              |
| Wentworth-Nord               |                 | Thomas Bain                                                     | Libéral              |
| Wentworth-Sud                |                 | Lewis Springer                                                  | Libéral              |
| York-Est                     |                 | Alexander Mackenzie                                             | Libéral              |
| York-Nord                    |                 | William Mulock                                                  | Libéral              |
| York-Ouest                   |                 | Nathaniel Clarke Wallace                                        | Conservateur         |

### Québec
| Circonscription       | Circonscription | Nom                                                                                               | Parti                     |
| --------------------- | --------------- | ------------------------------------------------------------------------------------------------- | ------------------------- |
| Argenteuil            |                 | John Abbott                                                                                       | Libéral-conservateur      |
| Bagot                 |                 | Joseph-Alfred Mousseau (nommé dans le Cabinet québécois)                                          | Conservateur              |
| Bagot                 |                 | Flavien Dupont (élection partielle le 2 août 1882)                                                | Conservateur              |
| Beauce                |                 | Joseph Bolduc (nommé au Sénat)                                                                    | Conservateur              |
| Beauce                |                 | Thomas Linière Taschereau (élection partielle le 31 octobre 1882)                                 | Conservateur              |
| Beauharnois           |                 | Joseph-Gédéon-Horace Bergeron                                                                     | Conservateur              |
| Bellechasse           |                 | Guillaume Amyot                                                                                   | Conservateur              |
| Berthier              |                 | Edward Octavian Cuthbert                                                                          | Conservateur              |
| Bonaventure           |                 | Louis Joseph Riopel                                                                               | Conservateur              |
| Brome                 |                 | Sydney Arthur Fisher                                                                              | Libéral                   |
| Chambly               |                 | Pierre Basile Benoit (démission)                                                                  | Conservateur              |
| Chambly               |                 | Raymond Préfontaine (élection partielle le 30 juillet 1886)                                       | Libéral                   |
| Champlain             |                 | Hippolyte Montplaisir                                                                             | Libéral-conservateur      |
| Charlevoix            |                 | Simon-Xavier Cimon                                                                                | Conservateur              |
| Chicoutimi—Saguenay   |                 | Jean Alfred Gagné                                                                                 | Conservateur              |
| Châteauguay           |                 | Edward Holton                                                                                     | Libéral                   |
| Compton               |                 | John Henry Pope                                                                                   | Libéral-conservateur      |
| Deux-Montagnes        |                 | Jean-Baptiste Daoust                                                                              | Conservateur              |
| Dorchester            |                 | Charles Alexander Lesage                                                                          | Conservateur              |
| Drummond—Arthabaska   |                 | Désiré Olivier Bourbeau                                                                           | Conservateur              |
| Gaspé                 |                 | Pierre Fortin                                                                                     | Conservateur              |
| Hochelaga             |                 | Alphonse Desjardins                                                                               | Conservateur              |
| Huntingdon            |                 | Julius Scriver                                                                                    | Libéral                   |
| Iberville             |                 | François Béchard                                                                                  | Libéral                   |
| Jacques-Cartier       |                 | Désiré Girouard                                                                                   | Conservateur              |
| Joliette              |                 | Édouard Guilbault (au 4 novembre 1882)                                                            | Conservateur              |
| Joliette              |                 | Édouard Guilbault (élection partielle le 7 décembre 1882)                                         | Conservateur indépendant  |
| Kamouraska            |                 | Charles Bruno Blondeau                                                                            | Conservateur              |
| Laprairie             |                 | Alfred Pinsonneault                                                                               | Conservateur              |
| L'Assomption          |                 | Hilaire Hurteau                                                                                   | Libéral-conservateur      |
| Laval                 |                 | Joseph-Aldéric Ouimet                                                                             | Libéral-conservateur      |
| Lévis                 |                 | Joseph-Goderic Blanchet (nommé douanier)                                                          | Libéral-conservateur      |
| Lévis                 |                 | Isidore-Noël Belleau (élection partielle le 25 octobre 1883)                                      | Conservateur              |
| Lévis                 |                 | Pierre Malcom Guay (élection partielle le 14 avril 1885)                                          | Libéral                   |
| L'Islet               |                 | Philippe Baby Casgrain                                                                            | Libéral                   |
| Lotbinière            |                 | Côme Isaïe Rinfret                                                                                | Libéral                   |
| Maskinongé            |                 | Frédéric Houde (décédé le 15 novembre 1884)                                                       | Conservateur nationaliste |
| Maskinongé            |                 | Alexis Lesieur Desaulniers (élection partielle le 22 décembre 1884)                               | Conservateur              |
| Mégantic              |                 | Louis-Israël Côté (au 1er avril 1884)                                                             | Conservateur              |
| Mégantic              |                 | François-Charles-Stanislas Langelier (élection partielle le 10 juin 1884)                         | Libéral                   |
| Missisquoi            |                 | George Barnard Baker                                                                              | Libéral-conservateur      |
| Montcalm              |                 | Firmin Dugas                                                                                      | Conservateur              |
| Montmagny             |                 | Auguste-C. Landry                                                                                 | Conservateur              |
| Montmorency           |                 | Pierre-Vincent Valin                                                                              | Conservateur              |
| Montréal-Centre       |                 | John Joseph Curran                                                                                | Conservateur              |
| Montréal-Est          |                 | Charles-Joseph Coursol                                                                            | Conservateur              |
| Montréal-Ouest        |                 | Matthew Hamilton Gault                                                                            | Conservateur              |
| Napierville           |                 | Médéric Catudal                                                                                   | Libéral                   |
| Nicolet               |                 | François Xavier Ovide Méthot (nommé au Cabinet québécois le 27 mars 1884)                         | Conservateur indépendant  |
| Nicolet               |                 | Athanase Gaudet (élection partielle le 16 avril 1884)                                             | Conservateur nationaliste |
| Ottawa                |                 | Alonzo Wright                                                                                     | Libéral-conservateur      |
| Pontiac               |                 | John Bryson                                                                                       | Conservateur              |
| Portneuf              |                 | Esdras Alfred de Saint-Georges                                                                    | Libéral                   |
| Québec-Centre         |                 | Joseph-Guillaume Bossé                                                                            | Conservateur              |
| Québec (Comté de)     |                 | Adolphe-Philippe Caron                                                                            | Conservateur              |
| Québec-Est            |                 | Wilfrid Laurier                                                                                   | Libéral                   |
| Québec-Ouest          |                 | Thomas McGreevy                                                                                   | Libéral-conservateur      |
| Richelieu             |                 | Louis Huet Massue                                                                                 | Libéral-conservateur      |
| Richmond—Wolfe        |                 | William Bullock Ives                                                                              | Conservateur              |
| Rimouski              |                 | Louis Adolphe Billy                                                                               | Conservateur              |
| Rouville              |                 | Georges Auguste Gigault                                                                           | Conservateur              |
| Saint-Hyacinthe       |                 | Michel Esdras Bernier                                                                             | Libéral                   |
| Saint-Jean            |                 | François Bourassa                                                                                 | Libéral                   |
| Saint-Maurice         |                 | Louis Léon Lesieur Désaulniers                                                                    | Conservateur              |
| Shefford              |                 | Michel Auger                                                                                      | Libéral indépendant       |
| Sherbrooke (Ville de) |                 | Robert Newton Hall                                                                                | Libéral-conservateur      |
| Soulanges             |                 | Jacques-Philippe Lantier (décédé le 15 septembre 1882)                                            | Conservateur              |
| Soulanges             |                 | Georges-Raoul-Léotale-Guichart-Humbert Saveuse de Beaujeu (élection partielle le 27 octobre 1882) | Conservateur              |
| Soulanges             |                 | James William Bain (élection partielle le 27 décembre 1883)                                       | Conservateur              |
| Soulanges             |                 | James William Bain (élection partielle le 5 février 1885)                                         | Conservateur              |
| Stanstead             |                 | Charles Carroll Colby                                                                             | Libéral-conservateur      |
| Terrebonne            |                 | Guillaume-Alphonse Nantel (démission)                                                             | Conservateur              |
| Terrebonne            |                 | Joseph-Adolphe Chapleau (élection partielle le 16 août 1882)                                      | Conservateur              |
| Trois-Rivières        |                 | Hector-Louis Langevin                                                                             | Conservateur              |
| Témiscouata           |                 | Paul Étienne Grandbois                                                                            | Conservateur              |
| Vaudreuil             |                 | Hugh McMillan                                                                                     | Conservateur              |
| Verchères             |                 | Félix Geoffrion                                                                                   | Libéral                   |
| Yamaska               |                 | Fabien Vanasse                                                                                    | Conservateur              |

## Sources
- Site web du Parlement du Canada

- (en) Cet article est partiellement ou en totalité issu de l’article de Wikipédia en anglais intitulé « 5th Canadian Parliament » (voir la liste des auteurs).